# Тёрних
Тёрних (нем. Thörnich) — община в Германии, в земле Рейнланд-Пфальц. 
Входит в состав района Трир-Саарбург. Подчиняется управлению Швайх.  Население составляет 176 человек (на 31 декабря 2010 года). Занимает площадь 2,49 км².